# 佐藤和弘 (実業家)
佐藤 和弘（さとう かずひろ、1956年4月3日 - ）は、日本の実業家。ジェイテクト代表取締役社長。

## 人物・経歴
愛知県出身。1979年同志社大学工学部機械工学科卒業、トヨタ自動車工業入社。2001年トヨタ自動車品質保証部企画室室長。2005年トヨタ自動車品質保証部部長。2008年トヨタ自動車田原工場品質管理部部長。2010年トヨタ自動車BRコミュニケーション改善室主査。同年トヨタ自動車BRコミュニケーション改善室室長。2012年トヨタ自動車常務理事カスタマーサービス領域領域長。2014年トヨタ自動車常務役員カスタマーファースト推進本部副本部長。2016年トヨタ自動車常務役員カスタマーファースト推進本部本部長兼Global Chief Quality Officer。2017年トヨタ自動車専務役員カスタマーファースト推進本部本部長兼Global Chief Quality Officer。2019年トヨタ自動車執行役員カスタマーファースト推進本部本部長兼Global Chief Quality Officer。2020年ジェイテクト代表取締役社長。中部産業連盟理事、大阪商工会議所議員、トヨタ名古屋整備学園理事、東海日中貿易センター協議員等も歴任した